# Klugerella musica
Klugerella musica är en mossdjursart som beskrevs av Gordon 1993. Klugerella musica ingår i släktet Klugerella och familjen Cribrilinidae. Inga underarter finns listade i Catalogue of Life.